# Celephaïs
Celephaïs is een horror/kort verhaal geschreven door de Amerikaanse schrijver H.P. Lovecraft. Het werd voor het eerst gepubliceerd in het mei-nummer uit 1922 van het tijdschrift Rainbow. De titel verwijst naar een fictieve stad die deel uitmaakt van Lovecrafts Droomcyclus en ook voorkomt in The Dream-Quest of Unknown Kadath. Ook hoofdpersonage 'Kuranes' keert daarin terug.

## Verhaal
Kuranes - een naam die hij in een droom heeft gekregen, niet zijn echte - is een man van in de veertig die in Londen woont. Hij heeft geen familie of mensen om mee te praten meer en amper tot geen bezittingen. Hoe meer hij zich terugtrekt, hoe mooier zijn dromen worden en dromen is wat hij het liefste doet. Wanneer Kuranes op een dag droomt over het huis waarin hij opgroeide, vangt hij in die droom ook een glimp op van de stad Celephaïs, in de vallei van Ooth-Nargai. Hij herkent dit als de plek waar hij veertig jaar eerder als kind van droomde. Er is niets veranderd en niemand is ouder geworden. Net als toen spijt het hem wanneer hij de droom verlaat. Wanneer Kuranes drie dagen later weer over Celephaïs droomt, krijgt hij de kans om door de stad te lopen. Hij slaagt er ook in om met oude bekende Athib in een galei de zee op te gaan. Vlak voor ze de wolkenstad Serannian bereiken, wordt hij weer wakker.
In de maanden die volgen zoekt Kuranes in zijn dromen tevergeefs naar Celephaïs. Om niet zo lang wakker te hoeven zijn tussen zijn dromen, gaat hij meer en meer drugs kopen. Wanneer zijn geld op is, wordt hij uit zijn zolderwoning gezet. Terwijl hij door de stad zwerft, komen ridders van Celephaïs Kuranes tegemoet. Ze komen hem ophalen om de hoofdgod van Ooth-Nargai te worden, omdat hij dat heeft gecreëerd. Op weg ernaartoe nemen de landschappen van Surrey voor zijn ogen middeleeuwse vormen aan. Eenmaal aangekomen regeert hij voor altijd over Ooth-Nargai en de nabije regio's in het droomlandschap, terwijl hij afwisselend hof houdt in Celephaïs en Serannian.
Intussen spoelt er op de rotsen van het kanaal in Innsmouth het lichaam van een landloper aan, die 's morgens door het half verlaten dorp was gestrompeld.